# 듀라라라!!
《듀라라라!!》(일본어: デュラララ!!)는 나리타 료우고가 글을 맡고 일러스트는 야스다 스즈히토가 맡은 라이트 노벨, 혹은 이것을 원작으로 하는 애니메이션을 말한다. 전격 문고(아스키 미디어 웍스)에서 연재되고 있으며 2004년 4월 이후 현재까지 총 13권까지 발매되어 완결되었다. 이후 새로운 시리즈인 듀라라라!!SH로 발매되고 있다.

## 개요
머리가 없는 여성을 주인공으로 하는 작품. 이케부쿠로를 무대로 비일상적인 생활을 동경하는 소년, 싸움에 이골이 난 똘마니,스토킹이 취미인 엽기녀, 정보 수집을 취미로 하는 청년, 무면허 의사, 목없는 라이더인 듀라한 등의 등장인물을 중심으로 펼쳐지는 비상식적이고도 상쾌한 사랑의 이야기.
《월간 G 판타지》 (스퀘어 에닉스) 2009년 7월호 (5월호에 프롤로그 연재)부터 사토리기 아키요가 만화화 작품을 연재하고 있다.
2009년 7월에 텔레비전 애니메이션화가 결정되고 2010년 1월부터 6월까지 걸쳐 방영되었다. 전 24화. 거기에 2010년 9월 22일에는 게임화된 작품도 발매되었다.
누적 발행 부수는 2010년 6월 현재 270만부를 돌파한 것으로 집계되었다.

## 등장 인물

### 주요 등장인물
- 세르티 스툴루손(일본어: セルティ・ストゥルルソン) - 채팅 시 사용 닉네임: 세튼

CV - 사와시로 미유키 / 카리 월그렌
- 류가미네 미카도(일본어: 竜ヶ峰 帝人) - 채팅 시 사용 닉네임: 타나카 타로

CV - 토요나가 토시유키 / 대럴 길보
- 키다 마사오미(일본어: 紀田 正臣) - 채팅 시 사용 닉네임: 바큐라

CV - 미야노 마모루 / 브라이스 패픈브룩
- 소노하라 앙리(일본어: 園原 杏里) - 채팅 시 사용 닉네임: 사이카

CV - 하나자와 카나 / 미셸 러프
- 키시타니 신라(일본어: 岸谷 新羅) - 채팅 시 사용 닉네임: 백면서생

CV - 후쿠야마 준 / 유리 로언솔
- 오리하라 이자야(일본어: 折原 臨也) - 채팅 시 사용 닉네임: 칸라, 크롬

CV - 카미야 히로시 / 조니 용 보시
- 헤이와지마 시즈오(일본어: 平和島 静雄)

CV - 오노 다이스케 / 크리스핀 프리먼

### 학원 관계 인물
- 야기리 세이지 (일본어: 矢霧 誠二)
- 하리마 미카 (일본어: 張間 美香)
- 나스지마 타카시 (일본어: 那須島 隆志)
- 쿠로누마 아오바 (일본어: 黒沼 青葉)- 다라즈 사용 닉네임: 와카바 마크 / 채팅 시 사용 닉네임: 맑은 물 100%
- 오리하라 쿠루리 (일본어: 折原 九瑠璃)- 채팅 시 사용 닉네임: 쿠루
- 오리하라 마이루(일본어: 折原 舞琉)- 채팅 시 사용 닉네임: 마이

### 다라즈
- 카도타 쿄헤이(일본어: 門田 京平)
- 유마사키 워커(일본어: 遊馬崎 ウォーカー)
- 카리사와 에리카(일본어: 狩沢絵理華)
- 토구사 사부로(일본어: 渡草 三郎)
- 츠쿠모야 신이치(일본어: 九十九屋 真一)

### 러시아 초밥 관계 인물
- 사이먼 브레즈네프(일본어: サイモン・ブレジネフ)
- 데니스(일본어: デニス)
- 이고르(일본어: エゴール)
- 린기린 도그라니코프(일본어: リンギーリン・ドグラニコフ)[1]
- 바로나(일본어: ヴァローナ)
- 슬론(일본어: スローン)
- 드라콘(일본어: ドラコン)

### 네브라
- 키시타니 신겐(일본어: 岸谷 森厳)
- 에밀리아(일본어: エミリア)
- 야기리 세이타로(일본어: 矢霧 清太郎)

### 아와쿠스 회
- 시키(일본어: 四木)
- 카자모토(일본어: 風本)
- 아와쿠스 도겐(일본어: 粟楠 道元)
- 아와쿠스 미키야(일본어: 粟楠 幹彌)
- 아와쿠스 아카네(일본어: 粟楠 茜)
- 아카바야시(일본어: 赤林)- 채팅방 사용 시 닉네임: 가키
- 아오자키(일본어: 青崎)

### 그 밖에
- 타나카 톰(일본어: 田中 トム)
- 미카지마 사키(일본어: 三ヶ島 沙樹)- 채팅방 사용 시 닉네임: 사키
- 야기리 나미에(일본어: 矢霧 波江)
- 니에카와 하루나(일본어: 贄川 春奈)
- 니에카와 슈지(일본어: 贄川 周二)
- 이즈미이 란(일본어: 泉井 蘭)
- 호라다(일본어: 法螺田)
- 쿠즈하라 킨노스케(일본어: 葛原 金之助)
- 헤이와지마 카스카(일본어: 平和島 幽) (예명:하네지마 유헤이(일본어: 羽島 幽平))
- 히지리베 루리(일본어: 聖辺 ルリ)[2]
- 로쿠죠 치카게 (일본어: 六条 千景)
- 요도기리 진나이(일본어: 澱切 陣内)
- 샤라쿠 에이지로(일본어: 写楽 影次郎)- 채팅방 사용 시 닉네임: 샤로
- 아다바시 키스케(일본어: 徒橋 喜助)

### 게임 오리지널 캐릭터
- 미요시 요시무네(일본어: 三好 吉宗)
- 이가라시 치아키(일본어: 五十嵐 千晶)

## 등장 조직
- 다라즈 (Dollars) - 일본의 이케부쿠로에 어느 순간부터 나타난 팀으로 이케부쿠로 내의 다른 팀과는 달리 표방하는 색깔 (Color), 지향, 대립 관계도 없으며 심지어 지휘 체계도 없다. 하지만 조직 내부에는 몇개의 소 조직이 자리 잡고 있으며 그 소 조직 끼리의 상하 관계는 성립되어 있는 듯 하다. 하지만 그 상하 관계에도 가장 위는 어떤 조직인지 아무도 모른다. 조직의 총 책임자는 다라즈 홈페이지 관리자이다. 그 관리자는 멤버들도 누구인지 모른다.

- 황건적 - 다라즈가 생기기 전부터 이케부쿠로에 존재하던 팀중 하나로 표방하는 색깔은 노란색(황색). 또다른 팀인 블루 스퀘어와 항쟁이 끊이질 않았던 팀. 소속되어 있는 멤버들은 주기적으로 집회를 하며 총 책임자는 "쇼군(장군)"이라 불리고 있다. 하지만 그 장군은 블루 스퀘어와의 항쟁 이후 팀에서 탈퇴했다. 이유는 항쟁 막바지에 일어났던 어떤 사건 때문이라고 한다.

- 사이카 - 이케부쿠로에 갑자기 나타난 살인마. 정체는 "요도(妖刀)" 로 자신이 벤 대상을 조종한다. 요도는 자아를 갖고 있으며 사용자의 마음을 지배해 조종한다. 또한 자신이 베었던 상대의 마음 또한 조종할 수 있게 되며 여태껏 베었던 상대의 숫자는 백명이 넘는다.

- 블루 스퀘어 - 다라즈가 생기기 전부터 이케부쿠로에 존재하던 팀중 하나로 표방하는 색깔은 파란색(청색). 황건적과의 항쟁에서 황건적의 우두머리 장군이 얽혀 있는 사건 때문에 우두머리가 경찰에 체포되어 항쟁에서 지게 되고 팀이 와해됐다.